# Bogumił Pasternak
Bogumił Pasternak (ur. 21 września 1936 w Puszczykowie, zm. 26 czerwca 1999 w Katowicach) – polski kompozytor muzyki, aranżer i dziennikarz, wieloletni redaktor rozgłośni Polskiego Radia w Katowicach, kierownik artystyczny Śląskiego Teatru Ateneum w Katowicach, współpracował z teatrami dramatycznymi i lalkowymi w Polsce i za granicą.

## Wykształcenie
Absolwent Wydziału Teorii, Kompozycji i Dyrygentury Państwowej Wyższej Szkoły Muzycznej w Warszawie.

## Twórczość
Jest autorem wielu piosenek dla dzieci oraz muzyki do sztuk teatralnych, jest także kompozytorem muzyki do filmów animowanych ze Studia Filmów Rysunkowych w Bielsku-Białej, m.in.:
- Podróże kapitana Klipera (1986–1990)
- Bajki Pana Bałagana (1993–1994)
- Kangurek Hip-Hop (1975–1980)
- Miś Kudłatek (1971–1973)

## Życie prywatne
Był mężem polskiej aktorki, Anieli Pasternak związanej z Teatrem Baj w Warszawie oraz Śląskim Teatrem Ateneum w Katowicach.
Jego córka, Monika Lem jest aktorką.